# Мінбар

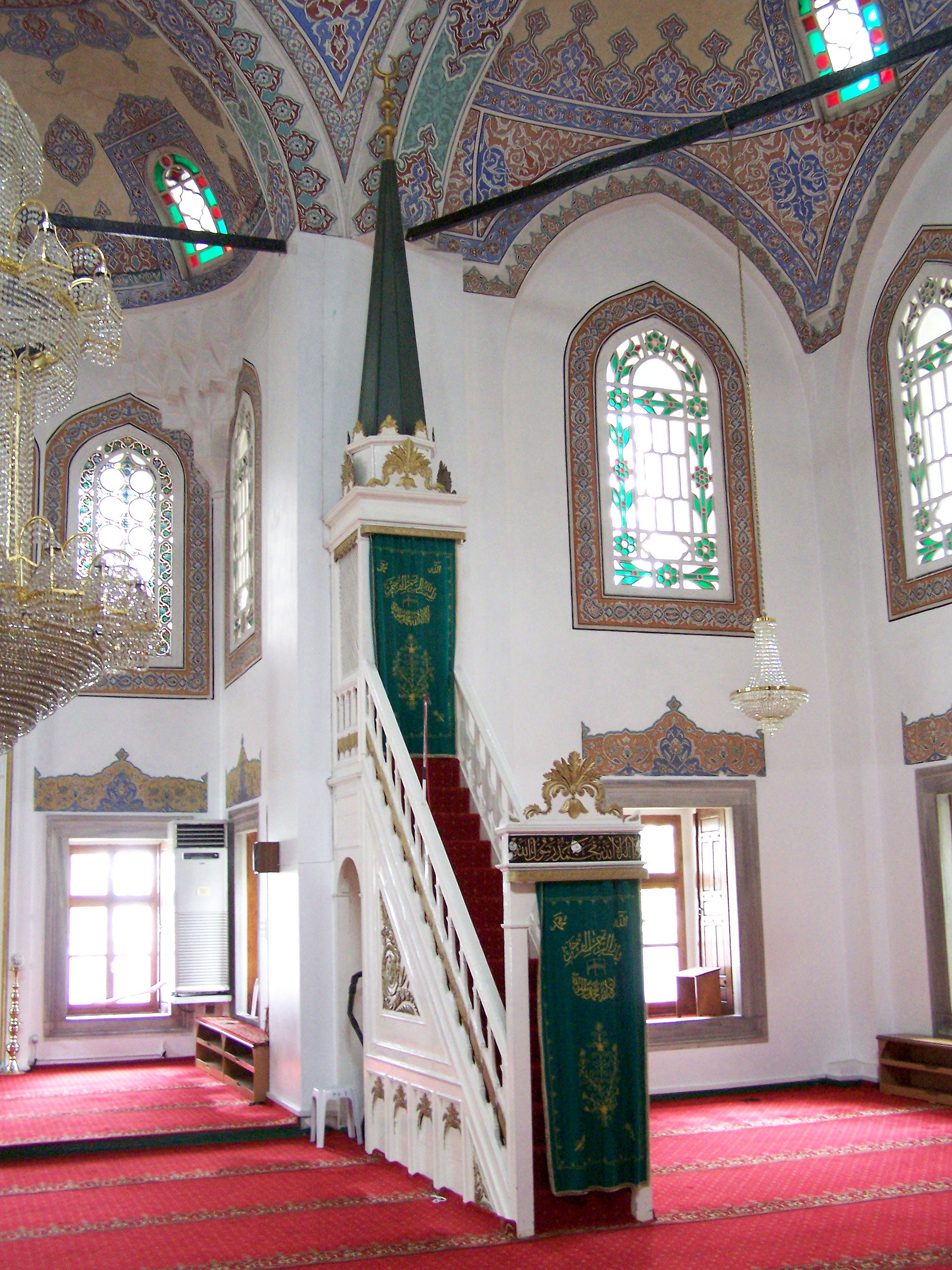
Мінбар у одній з мечетей Стамбула

Мінба́р (араб. منبر) — невід'ємна деталь мечеті, місце, звідки імам читає проповіді.
Мінбар розташовується в мечеті праворуч.
Мінбар являє собою кафедру або трибуну в мечеті, з якої імам читає п'ятничну проповідь. В цілому він за формою нагадує невеликі східці з поручнями.
Перші мінбари робили з дерева, потому почали застосовувати каміння.